# Audita tremendi

Die Levante zu Beginn des Dritten Kreuzzugs

Mit der zweiten „Kreuzzugbulle“ Audita tremendi vom 29. Oktober 1187 rief Papst Gregor VIII. zum Dritten Kreuzzug auf.
Anlass dieser Bulle war die Niederlage in der Schlacht bei Hattin am 4. Juli 1187, in deren Folge Jerusalem am 7. Oktober 1187 von den Muslimen erobert worden war. In ihrem Text und Aufruf folgte die Bulle der ersten Kreuzzugbulle Quantum praedecessores von 1145. Gregor VIII. beklagt den furchtbaren Verlust Jerusalems und unterstreicht die Bedeutung dieses Reiches für das Christentum.
Der Papst versprach den Teilnehmern den vollen Schutz durch die Kirche, der mit einem vollständigen Ablass verbunden sei. Er kommt zu dem Schluss, dass der Verlust Jerusalems auf die Sünden des Westens zurückzuführen sei. Nun sei es eine Aufgabe der westlichen Königreiche, eine Wiedergutmachung einzuleiten, dieses mündete dann in dem Aufruf zum Dritten Kreuzzug.
Nach einigem Zögern folgten dem Ruf der römisch-deutsche Kaiser Friedrich I. Barbarossa, der englische König Richard I. Löwenherz und der französische König Philipp II. August und bildeten das größte Kreuzfahrerheer des Mittelalters.